# Olha Saladucha
Olha Valerijivna Saladucha (ukrainska: Ольга Валеріївна Саладуха), född den 4 juni 1983 i Donetsk, Ukrainska SSR, Sovjetunionen, är en ukrainsk före detta friidrottare som tävlade i tresteg. Hon valde att avsluta sin idrottskarriär 2021, vid 38 års ålder, efter de olympiska sommarspelen i Tokyo. Saladucha blev 2019 invald i det ukrainska parlamentet för partiet Folkets tjänare.
Saladuchas genombrott kom när hon blev silvermedaljör vid universiaden 2005. Hon var fyra vid EM 2006 i Göteborg där hon hoppade 14,38 meter. Vid VM 2007 blev Saladucha sjua efter att ha hoppat 14,60 meter. Vid olympiska sommarspelen 2008 blev hon nia efter att ha hoppat 14,70 meter. 
Vid friidrotts-EM 2010 i Barcelona vann Saladucha guld i tresteg då hon hoppade 14,81 meter, endast tre centimeter från hennes dåvarande personliga rekord. Hon vann guld i EM även 2012 med 14,99 meter och 2014 med 14,73 meter.
Hon vann bronsmedaljen i tresteg vid de olympiska sommarspelen 2012 i London.
Saladucha är gift med cyklisten Denys Kostjuk. Tillsammans har de en dotter, Bianca, född 2009.

## Personliga rekord
- Tresteg - 14,99 meter, vid EM den 29 juni 2012 i Helsingfors.